# Эстонский театр

Национальная опера «Эстония»

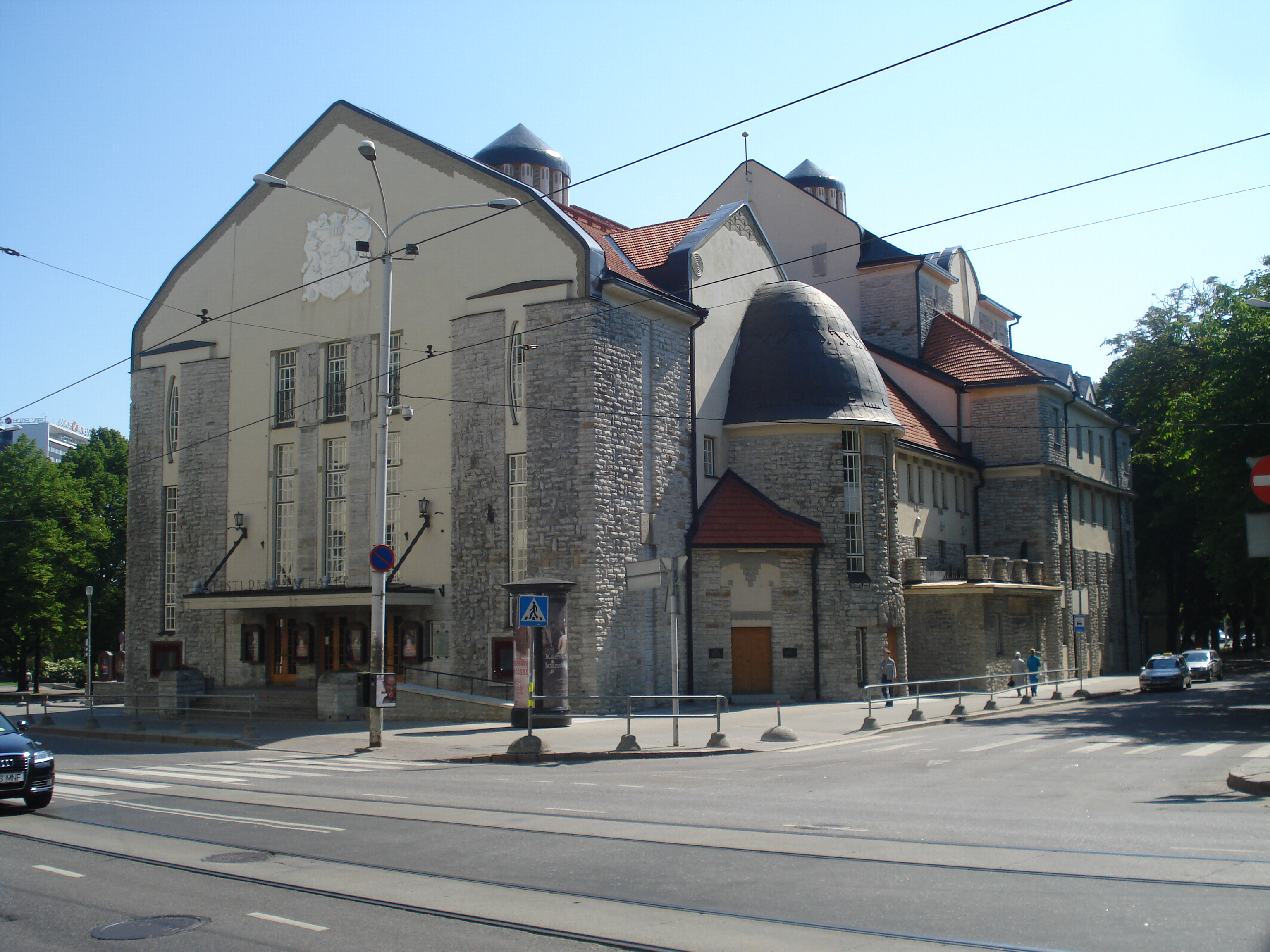
Эстонский драматический театр

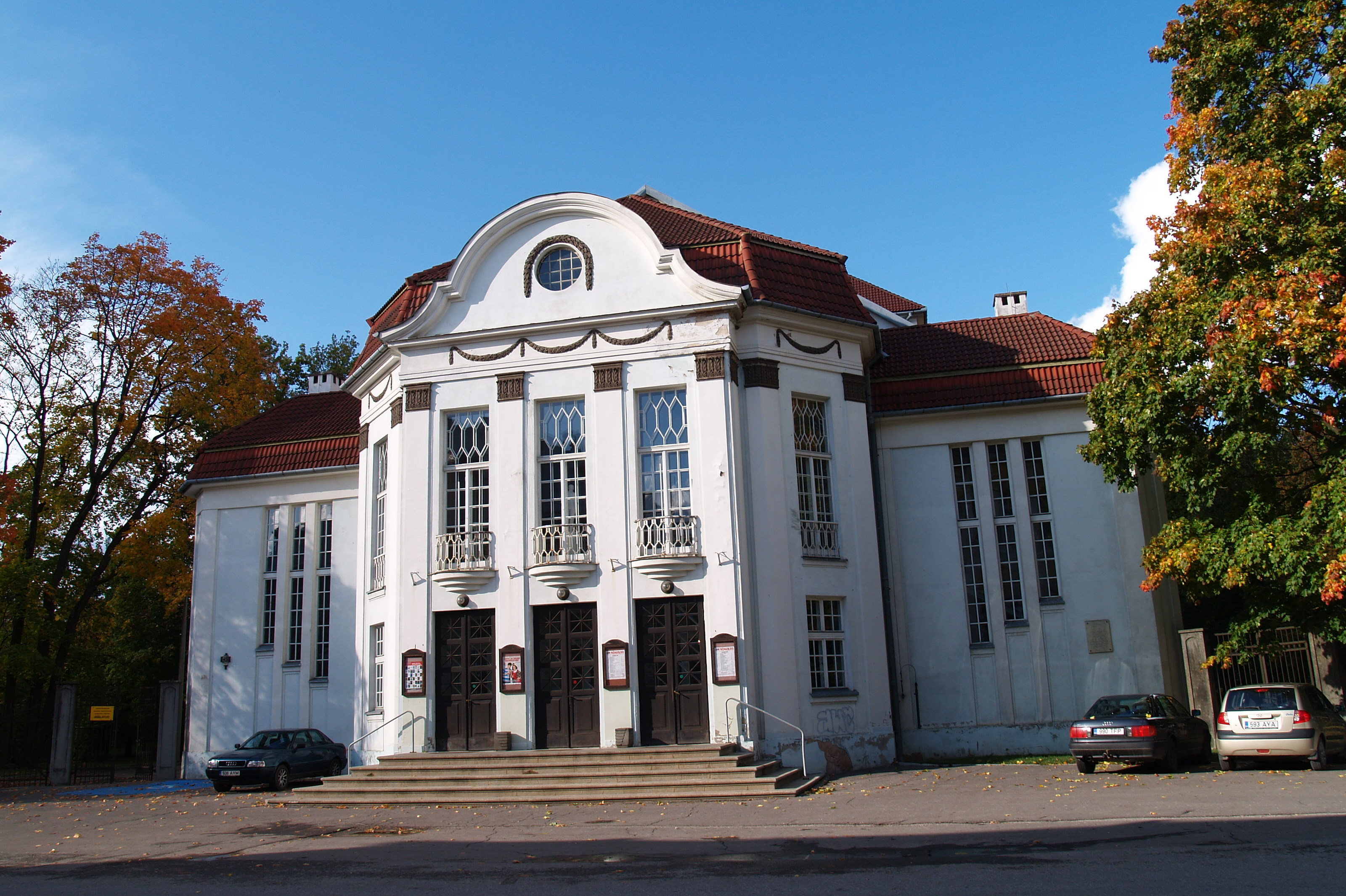
«Маленький дом» театра «Ванемуйне»

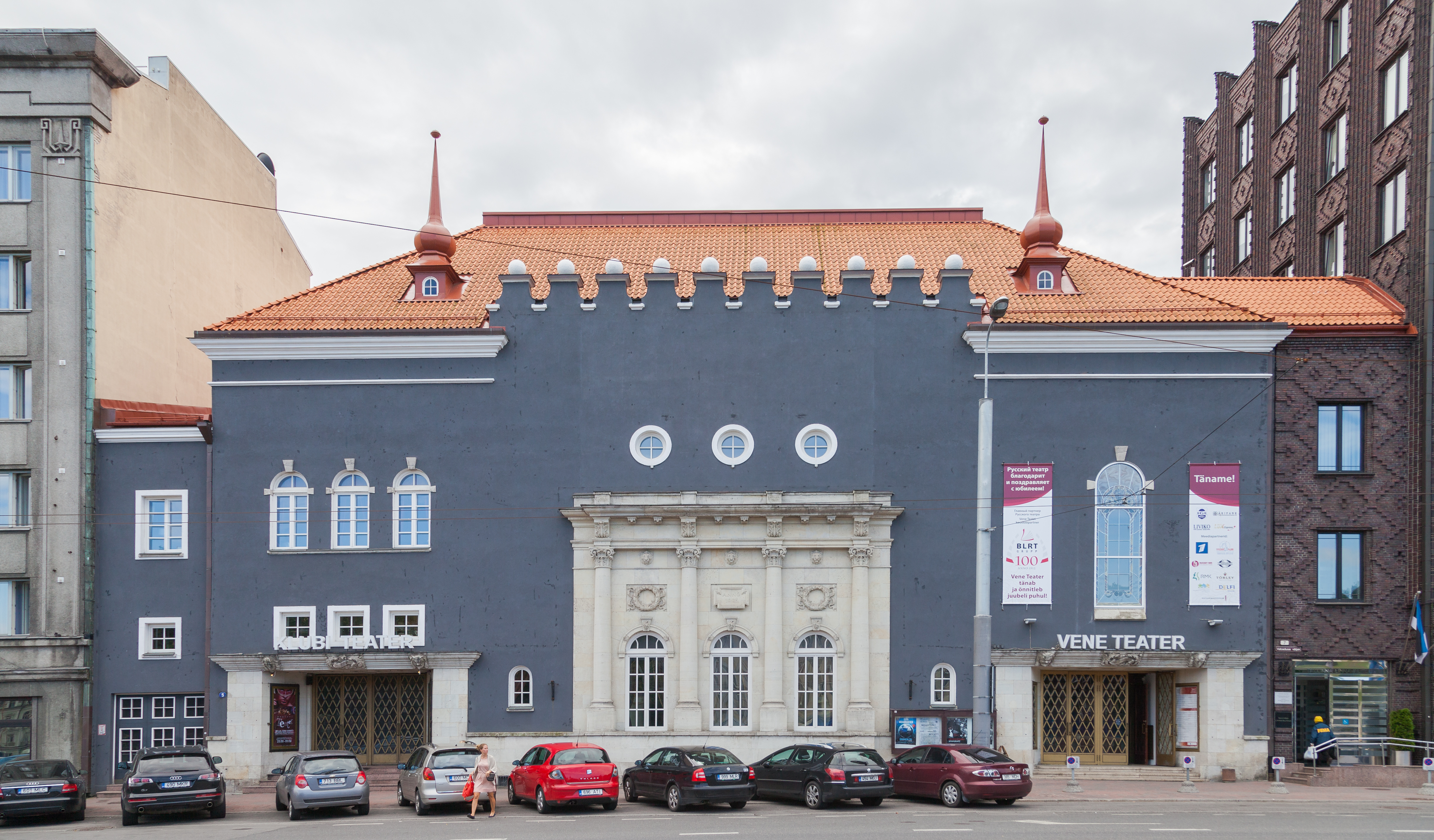
Театр Сюдалинна (бывший Русский театр)

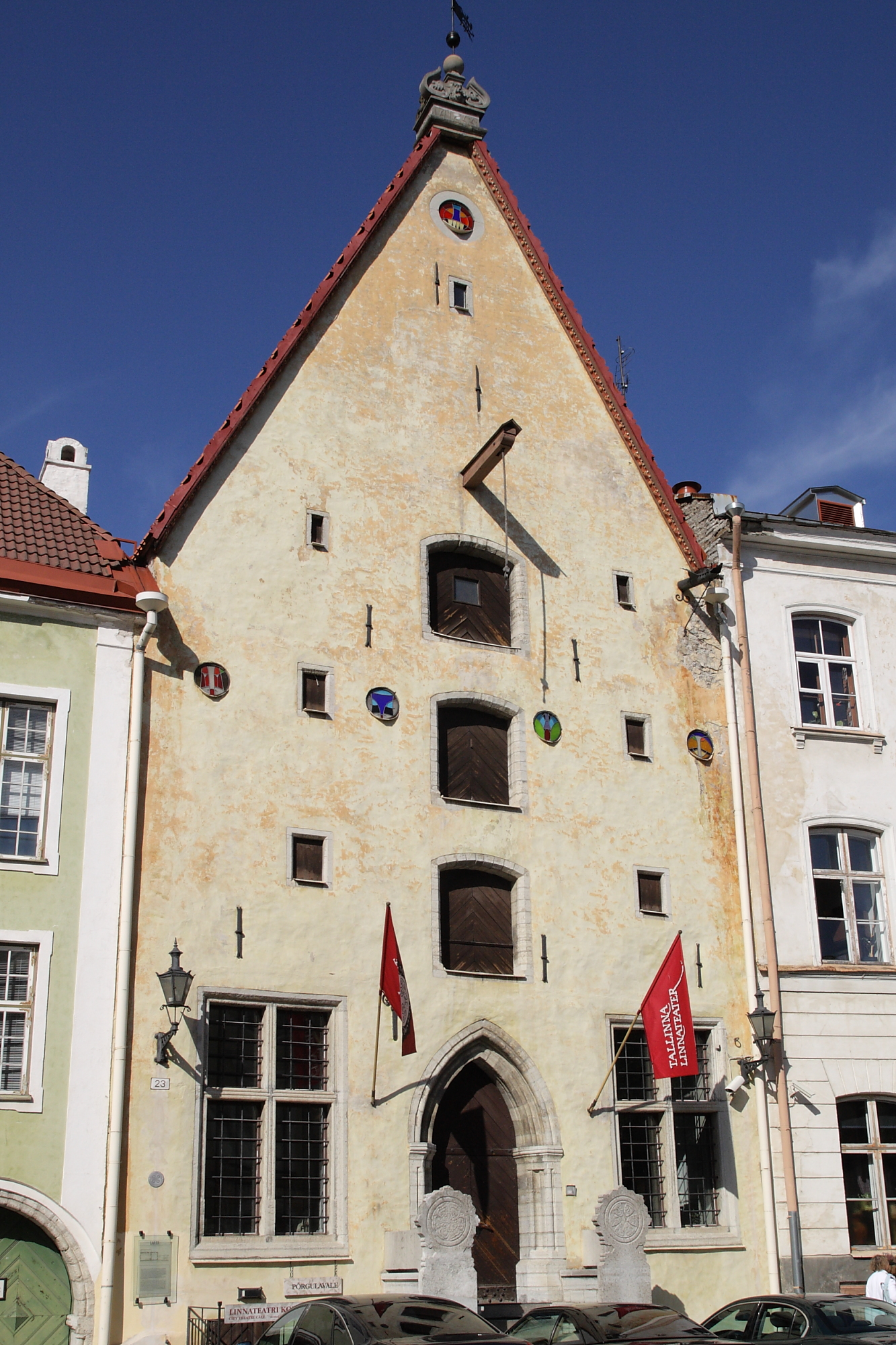
Таллинский городской театр

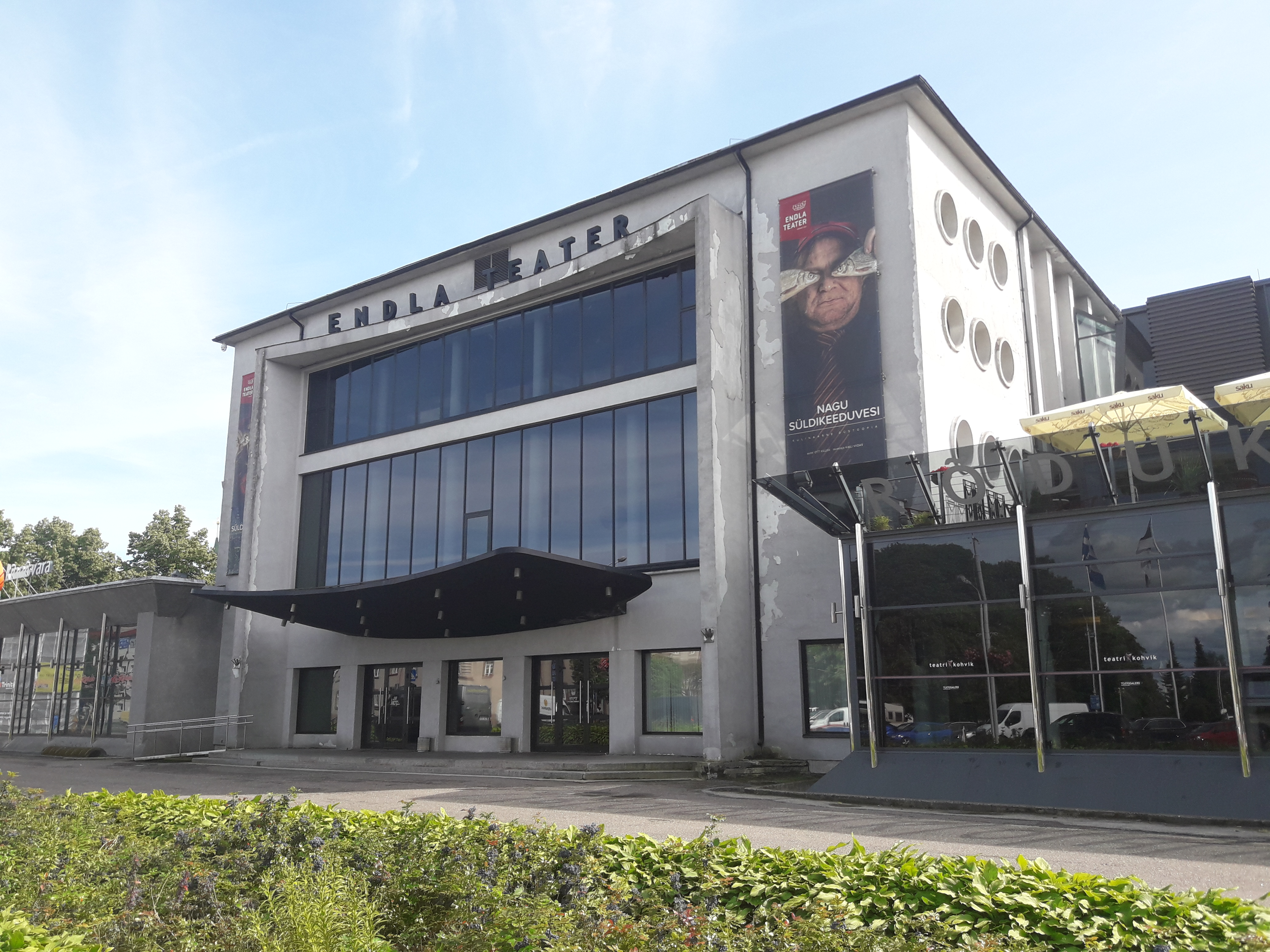
Театр «Эндла»

Эстонский театр впитал в себя многие элементы национальной культуры. В эстонских ритуалах, обрядах, народных праздниках и играх использовались диалоги, элементы игры, драматического действа, театральная зрелищность. Профессиональный театр в Эстонии начал формироваться во второй половине XIX века.

## История

### До первой половины XIX века
Первые упоминания о публичных театрализованных представлениях на территории современной Эстонии относятся к XVI веку. В то время преподаватели и учащиеся Домской школы в Ревеле ставили спектакли на латинском и немецком языках. В начале XVII века в Ревеле выступали с гастролями бродячие немецкие театральные труппы. В 1665 году был основан первый частный театр. Его спектакли поначалу имели религиозную направленность, но постепенно становились всё более светскими. 
В 1784 году немецкий драматург Август фон Коцебу основал в Ревеле любительский театр. Первоначально спектакли шли на немецком языке. В 1789 году была поставлена пьеса Коцебу «Die väterliche Erwartung» («Ожидания отца»), в которой также были диалоги и арии на эстонском языке. Первый профессиональный немецкий театр «Revaler Theater» был открыт в 1809 году в Ревеле. Немецкие спектакли ставились также и в Дерпте.

### вторая половина XIX века — начало XX века
24 июня 1870 года в помещении тартуского певческого общества «Ванемуйне» была представлена пьеса писательницы Лидии Койдула «Двоюродный братец из Сааремаа» (эст. «Saaremaa Onupoeg»), которой было положено начало созданию эстонского национального театра. Позднее на той же сцене были поставлены её пьесы «Сваты-берёзки, или Марет и Мийна» (1870) и «Этакий мульк, или Сто пудов соли» (1871). В театральных постановках принимали участие представители интеллигенции, студенты и гимназисты. Популярность театра стала быстро расти благодаря демократической и антифеодальной тематике спектаклей. В 1873 году первое представление на эстонском языке было показано в Петербурге. В 1880-х годах эстонский театр продолжал развиваться, спектакли также ставились во многих деревнях. В 1883 году было основано «Объединение эстонских актёров», занимавшееся изданием пьес.
Одним из основателей эстонского профессионального театра считается Аугуст Вийра. Он организовал профессиональную театральную труппу в обществе «Ванемуйне» в Дерпте и возглавлял эту труппу с 1878 по 1903 год. В 1883 году он поставил первый музыкальный спектакль на эстонском языке — «Прециоза» К. М. Вебера. Он также поставил ряд классических пьес: «Магомет» Вольтера (1885), «Скупой» (1886) Мольера, «Венецианский купец» (1888) и «Укрощение строптивой» (1889) Шекспира. Затем в репертуаре его театра стали преобладать феерии и зингшпили.
В 1901 году в Юрьеве была создана труппа «Таара», которую возглавил Карл Юнгхольц (просуществовала до 1905 года). В её постановках преобладал современный репертуар (Г. Ибсен, Г. Зудерман, М. Хальбе), и для труппы была характерна реалистичная манера игры. В 1895 году в Ревеле при обществе «Эстония» была образована профессиональная театральная труппа. В неё вошли Пауль Пинна, Теодор Альтерман, Александр Трилльярв, Бетти Йыггис (Куускемаа), Анна Маркус и другие актёры. В 1903 году эта труппа поставила пьесу Максима Горького «На дне».
К 1905 году в Эстонии действовало более 80 полупрофессиональных и любительских театральных коллективов. В начале XX века в Эстонии активно шло строительство новых театральных зданий: «Ванемуйне» (1906), «Эндла» (1911), «Эстония» (1913). В 1906 году в «театре Ванемуйне» режиссёр Карл Меннинг создал профессиональную труппу из молодых актёров. Режиссёру удалось добиться единства ансамблевого исполнения. В период с 1906 по 1914 год в театре «Ванемуйне» было поставлено множество национальных эстонских пьес. Примерно в тот же период в театр «Эстония» пришли актёры Эрна Вильмер, Тоомас Тонду, Эдуард Курним, Антс Лаутер и другие. Режиссёрами театра были П. Пинна, Т. Альтерман и К. Юнгхольц. В театре «Эстония» спектакли создавались под отдельных талантливых актёров. В 1908 году в нём были поставлены первые оперные спектакли. Большое распространение получили оперетты. Во время революции 1905—1907 годов получили распространение театральные кружки. Один из таких кружков, созданный при Народном доме фабрики Лютера, после Октябрьской революции стал первым советским театром таллинских рабочих. В мае 1917 года в Таллине состоялся I съезд эстонских актёров и театральных деятелей.

### Театр Эстонской Республики
После создания Эстонской Республики в стране действовали следующие театры: Драматический театр в Таллине (1916—1924), театр «Ванемуйне», театр «Эстония», «Драмастудио» (ныне Эстонский драматический театр), «Утренний театр» (1920—1924), Таллинский рабочий театр (1924—1944), Передвижной театр (1927—1929), театр «Угала» в Вильянди, Нарвский театр. Были в Эстонии того времени и полупрофессиональные театры: «Каннель» в Выру, «Сяде» в Валга, Курессаареский театр. Подготовкой актёров занималась театральная студия «Драмастудио» в Таллине и Студия драматического искусства в Тарту. Большое внимание уделялось изучению системы Станиславского. Среди крупнейших театральных режиссёров 1920—1930-х годов были: П. Пыльдроос, А. Лаутер, Л. Калмет, А. Сярев, А. Сунне, П. Сепп, Э. Уули, Р. Ольбрей, А. Людик. Известные актёры того времени: П. Пинна, Л. Рейман, Э. Вильмер, X. Лаур, X. Глезер, Ю. Кальола, А. Тальви, Р. Бауман, К. Карм, А. Эскола, Р. Тармо, Л. Линдау, А. Юксип, А. Теэтсов.
В этот период окончательно сформировался музыкальный театр Эстонии. В 1919 году в Таллине и Тарту были созданы музыкальные училища. Опера вошла в постоянный репертуар театра «Эстония» в 1918 году. В 1928 году на его сцене была поставлена первая эстонская опера «Викерцы» Эвальда Аавы, затем появились и другие национальные оперы.
В 1918 году была создана балетная студия Е. Литвиновой, в состав её труппы вошли Л. Лооринг, Э. Хольц, Р. Ольбрей и Р. Роод. В 1926 году на сцене театра «Эстония» начались систематические балетные постановки, после того как балетмейстером стала Р. Ольбрей. В 1930-х годах больше внимания стало уделяться классическому балету. Среди наиболее успешных артистов балета были К. Малдутис, Э. Кубьяс, В. Куурман, А. Койт, Б. Блинов и В. Хагус. В 1935 году в театре «Ванемуйне» была создана балетная труппа под руководством И. Урбель.
Значение театра в жизни эстонского общества существенно возросло. В период с 1920-х годов и до конца 1930-х годов количество посетителей театров возросло втрое. В 1934 году был основан Союз эстонских актёров. С 1934 по 1940 год издавался журнал «Театер» (эст. «Teater»).

### Театр Советской Эстонии
После присоединения Эстонии к СССР в 1940 году театры были национализированы. Их репертуар был существенно изменён, появились пьесы на революционную тематику. В 1940 году были открыты Раквереский театр и Театр Краснознамённого Балтийского флота в Таллине. В 1941 году в Таллине был открыт Музей театра и музыки.
Эвакуированные в советский тыл после начала Великой Отечественной войны эстонские театральные работники объединились в 1942 году в Государственные художественные ансамбли ЭССР. Артисты выступали в воинских частях, госпиталях, в прифронтовой полосе. В оккупированной немцами Эстонии со сцены были сняты коммунистические и революционные спектакли. Возросло количество развлекательных и классических постановок.

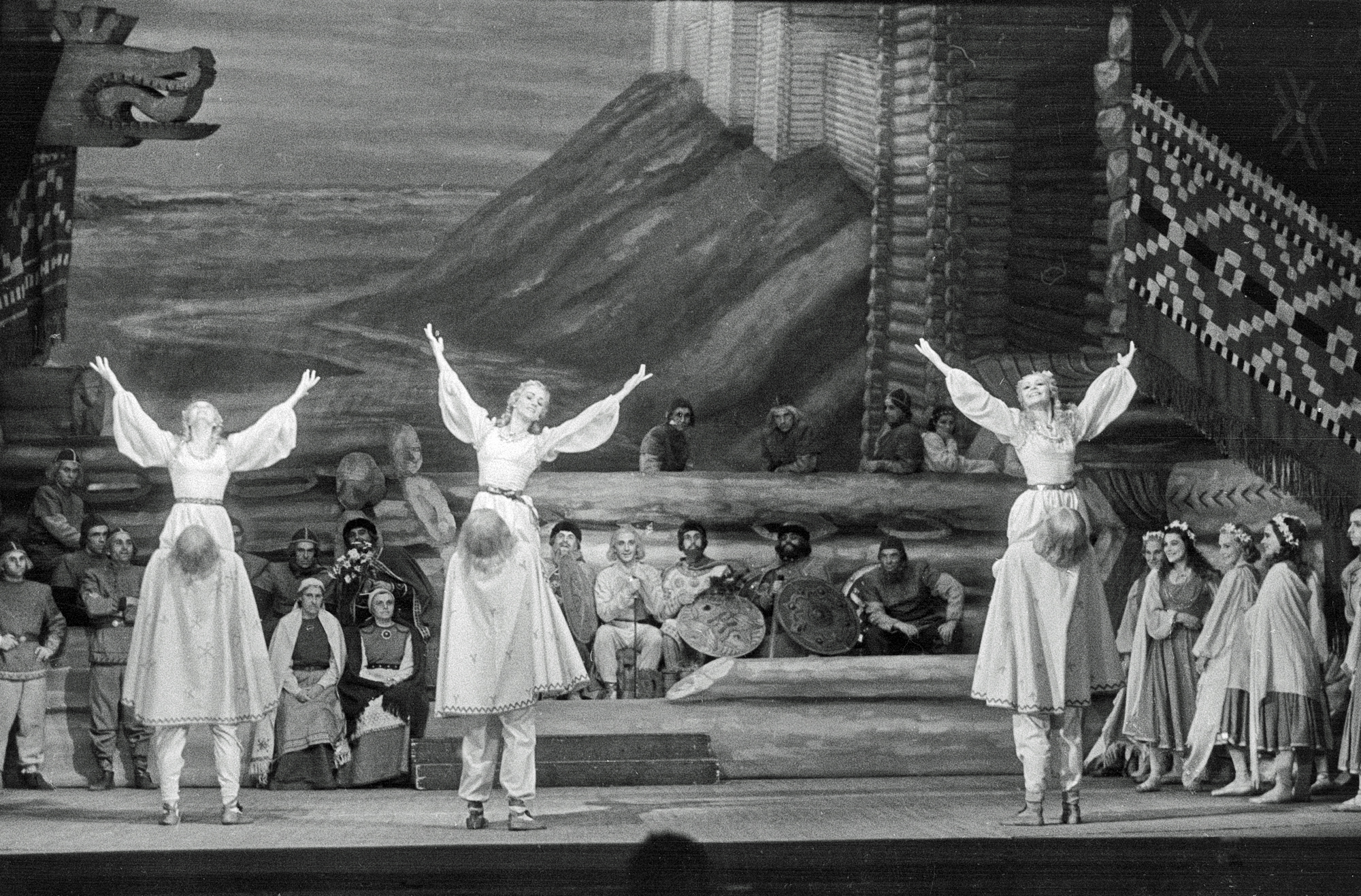
Балет «Калевипоэг», театр «Эстония», 1953 г.

После войны приступили к работе Государственный театр «Эстония», Таллинский государственный драматический театр и Государственный театр юного зрителя ЭССР в Таллине, Государственный театр «Ванемуйне» в Тарту, театр «Эндла» в Пярну, «Угала» в Вильянди и Раквереский театр. Выходил журнал «Teater ja Muusika» («Театр и музыка»). На сцене шли героико-революционные пьесы — «Гибель эскадры» А. Корнейчука, «Беспокойная старость» Л. Рахманова («Ванемуйне»), «Разлом» Б. Лавренёва (Таллинский рабочий театр), «Мать» М. Горького («Эстония»), «Любовь Яровая» К. Тренёва («Эндла»), «Чапаев» Д. Фурманова и С. Лунина («Угала»); опера И. Дзержинского «Тихий Дон» («Ванемуйне»); балет Р. Глиэра «Красный маяк» («Эстония»). Были созданы первые эстонские национальные балеты «Калевипоэг» Э. Каппа и «Кратт» Э. Тубина, поставлена первая эстонская советская драма — «Меч в воротах» М. Рауда («Ванемуйне», Таллинский рабочий театр). Первый выпуск актёров дала Государственная школа сценического искусства. В 1948 году были основаны Государственный русский драматический театр ЭССР и Южно-Эстонский театр (просуществовал до 1951 года), в 1952 году — Государственный кукольный театр ЭССР и Кохтла-Ярвеский русский драматический театр (просуществовал до 1962 года). Под руководством П. Пыльдрооса работал Государственный театральный институт ЭССР (1946—1950), в Москве при Государственном институте театрального искусства им. А. В. Луначарского — Эстонская студия (1948—1953). В 1945 году было основано Театральное общество ЭССР, в 1946 году открыто Эстонское государственно хореографическое училище. В эстонском театре стали утверждаться принципы социалистического реализма и осваивалась система Станиславского.
В начале 1950-х годов репертуар эстонского театра расширялся за счёт классики. В постановках 1950-х годов также поднимались темы человеческих взаимоотношений, внутренних противоречий человека, поиска места человека в обществе. В 1956 году в Москве состоялась декада эстонского искусства и литературы, в которой приняли участие театр «Эстония», Таллинский драматический театр имени Кингисеппа и театр «Ванемуйне». В конце 1950-х — начале 1960-х годов репертуар эстонских театров расширялся за счёт пьес зарубежных авторов. В начале 1960-х годов в эстонском театре работали актёры двух поколений, благодаря чему он становился более разнообразным. В 1965 году был основан Государственный театр юного зрителя. Эстонские театры поддерживали связи со многими советскими и зарубежными театрами, неоднократно ездили на гастроли.
Во второй половине 1960-х годов театры стали использовать также малую сцену, родилась форма комнатного театра («Назад к Мафусаилу» Б. Шоу, «Милый лжец» Дж. Килти, «Монологи» Ю. Смуула и др.). Театру 1970-х годов была характерна этическая напряжённость, более многогранное раскрытие человеческой личности и более углублённое изображение многосложных связей между человеком и действительностью (пьесы авторов братских республик Вампилова, Иоселиани, Приеде и младшего поколения эстонских авторов — Э. Ветемаа, Р. Салури, М. Унта). 
Во второй половине 1940-х годов оперный театр был в основном представлен произведениями, посвящёнными историческому прошлому эстонского народа («Огни мщения» Э. Каппа, «Святое озеро» и «Берег бурь» Г. Эрнесакса), в первой половине 1950-х годов были поставлены русские классические оперы «Евгений Онегин», «Русалка», «Князь Игорь», «Борис Годунов», «Демон», «Руслан и Людмила», «Пиковая дама». в 1960 году впервые были поставлены советская музыкальная драма «Вероника» В. Баумиласа («Ванемуйн»е) и советская комическая опера «Укрощение строптивой» В. Шебалина («Эстония»). В 1960-х годах появились новые оперы эстонских композиторов — «Железный дом» Э. Тамберга, «Лебединый полёт» В. Тормиса, «Могучий чародей» А. Гаршнека, «Барбара фон Тизенхузен» Э. Тубина. В 1970-х годах появилось новое поколение оперных режиссёров (А. Микк, Ю. Вилимаа, И. Кууск, Б. Тынисмяэ). 
По данным за 1977 год, посещаемость театров составляла 1468 тыс. человек. В Эстонии помимо профессиональных театров действовало 13 народных театров и более тысячи самодеятельных театральных кружков.

### Комментарии
1. ↑  Эстонские топонимы, оканчивающиеся на -а, в русском языке не склоняются[3], а род получают по родовому слову, например, деревне присваивается женский род, хотя в эстонском языке нет категории рода.